# Agneta Ulfsäter-Troell

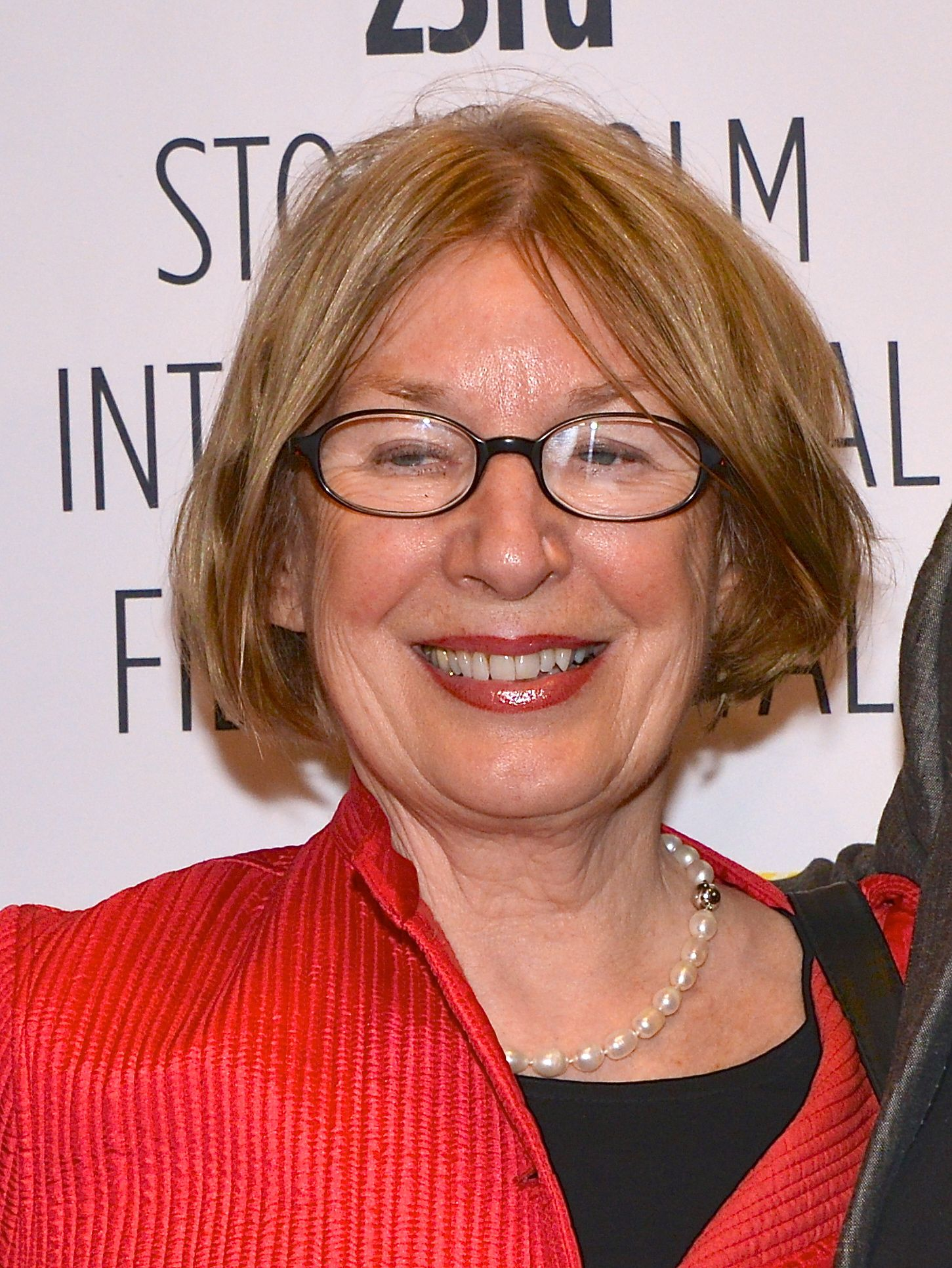
Agneta Ulfsäter-Troell på Stockholms Filmfestival 10 november 2012.

Agneta Josefine Ulfsäter-Troell, född 25 juni 1941 i Västervik, är en svensk författare, dokumentärfilmare och manusförfattare.

## Biografi
Agneta Ulfsäter-Troell har skrivit ett antal böcker med speciellt fokus på kvinnor och män i svensk folklivshistoria, alltifrån kungligheter och framstående affärsmän till personer i de fattigaste delarna av samhället. Bland annat har hon skrivit boken Att människan levde, som maken Jan Troells film Maria Larssons eviga ögonblick är baserad på. Hon har även varit med och skrivit manuset tillsammans med Jan Troell och Niklas Rådström. och blev för det nominerad till en Guldbagge för Bästa manus 2009.
Agneta Ulfsäter-Troell har även själv varit delaktig i skapandet av ett antal dokumentärfilmer för bland annat Sveriges Television, som regissör respektive manusförfattare. Ett exempel som också bygger på en av hennes böcker är familjehistorien Famna livet (1991) som utgjorde grunden till TV-serien med samma namn (1992), vilken hon regisserade.

## Privatliv
Agneta Ulfsäter-Troell är gift med Jan Troell och de har tillsammans dottern Yohanna Troell. Hon är även kusin till Björn Ulvaeus.

## Filmografi
- 1992 – Famna livet
- 1997 – Drottning av Sverige (TV-serie om Bernadotternas drottningar, 6 avsnitt)
- 2000 – Skandalen i Ystad (manus)
- 2005 – Folkdansare är ena konstiga kroppar (kortfilm)
- 2008 – Maria Larssons eviga ögonblick (manus)
- 2010 – Vi kom för att jobba